# Język russenorsk
Język russenorsk (pol. język rosyjsko-norweski, inne nazwy: kaksprek, moja pa tvoja) – jeden z języków pidżynowych; używany był w XVIII, XIX i XX wieku aż do rewolucji październikowej. Używany był na północy Norwegii w handlu między Norwegami i Rosjanami; do 1850 mówili nim rybacy i kupcy, później jego wpływy ograniczyły się wyłącznie do języka rybaków. Russenorsk składał się z ok. 150–200 słów stanowiących jego korpus i pochodzących w ok. 40% z rosyjskiego i w 50% z norweskiego.  Cechował się dużym uproszczeniem gramatycznym i prostą fonetyką.

## Historia

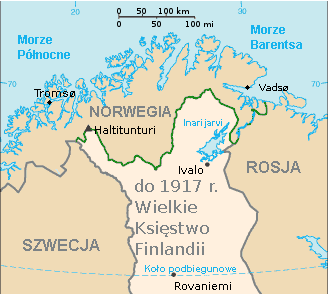
granica norwesko-rosyjska (zielona linia) przed 1917

Przez 150 lat istniał handel barterowy między Rosjanami a Norwegami w dwóch północnych prowincjach Troms i Finnmark. Handel ten był popierany przez władze Norwegii. Aby go ułatwić, król Chrystian VII nadał status miasta kilku osadom, m.in. Tromsø. Norwegowie głównie wymieniali ryby na mąkę i zboże. Handel odbywał się przez kilka jasnych miesięcy w roku i był korzystny dla obu stron. Ryby w okresie letnim były w Norwegii tanie i łatwo dostępne, Rosjanie zaś pozbywali się swych nadwyżek zboża. Przybywali oni głównie z okolic Murmańska i obszarów nad Morzem Białym. Do handlu Pomorców dochodziło w rejonie północnej granicy rosyjsko-norweskiej i na wyspach Svalbardu: najczęściej były to Vardø, Hammerfest i Tromsø. Czasem kupcy docierali aż do Lofotów.
Po 1917 Imperium Rosyjskie przekształciło się w Rosję Radziecką. W tym samym roku Rosja utraciła swoją formalną zwierzchność nad Wielkim Księstwem Finlandii, przez co granica norwesko-rosyjska uległa znacznemu skróceniu, zaś w 1919 – po zajęciu przez Finów Peczengi – lądowa granica Rosji z Norwegią przestała istnieć. W czasach ZSRR kontakty międzynarodowe obywateli tego kraju uległy drastycznemu ograniczeniu, w związku z czym w znacznym stopniu zmniejszyła się potrzeba posługiwania się wspólnym, zrozumiałym dla Rosjan i dla Norwegów językiem russenorsk. Do 1923 zupełnie zanikł.

## Russenorsk jako język pidżynowy

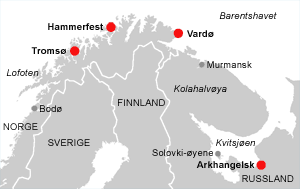
Główne ośrodki handlu Pomorców

Po raz pierwszy wzmianka o języku pojawia się w 1814. Russenorsk jest jednym z najlepiej zbadanych i opisanych języków pidżynowych Północy, badało go wielu językoznawców, m.in. Olaf Broch. W przeciwieństwie do np. pidżynów okołorównikowych ukształtował się tylko z dwóch języków: norweskiego i rosyjskiego. Nadto powstał na bazie dwóch dość daleko, ale jednak spokrewnionych ze sobą języków indoeuropejskich i wykształcił się między przedstawicielami tej samej warstwy społecznej w przeciwieństwie do pidżynów południowych, opartych na ścisłej hierarchii społecznej. Wszelkie badania russenorsk oparto na korpusie językowym uzyskanym z zapisów rozmów handlowych.
Russenorsk rozwijał się w złożonej sytuacji językowej całego regionu geograficznego, zwłaszcza północnej Norwegii. W użyciu były języki: norweski, lapoński, duński, szwedzki, fiński i rosyjski. Około 1850 zauważa się istotną zmianę w statusie społecznym russenorsk: o ile do tego roku pidżyn używany był przez norweskich rybaków i kupców, po tej dacie używali go głównie rybacy. W tym czasie kupcy norwescy, spędziwszy kilka lat z Rosjanami i nierzadko uczący się języka w zorganizowany sposób (głównie w Archangielsku), nie musieli używać pidżynu w kontaktach handlowych, gdyż posługiwali się uproszczoną gramatycznie wersją języka rosyjskiego. Z tego powodu russenorsk był przed 1850 o wiele bardziej akceptowany społecznie jako używany przez reprezentantów wyższych warstw.

## Opis języka

### System fonologiczny
System fonologiczny języka oparty był na językach rosyjskim i norweskim, przy czym dźwięki i zbitki spółgłosek właściwe tylko dla jednego z tych języków nie były używane bądź uległy uproszczeniu. Ponieważ w języku rosyjskim nie występuje /h/, przeszło w /g/: hav (morze) → gav. Dla odmiany rosyjskie /x/ wymawiane było /k/: хорошо → koroszo. Niewymawialna dla Norwegów zbitka /mn/ utraciła /m/: много ли → nogoli (czy wiele?).
System fonologiczny języka russenorsk
|              | Dwuwargowe | Wargowo -zębowe | Zębowe i alweolarne | Palatalne | Welarne |
| ------------ | ---------- | --------------- | ------------------- | --------- | ------- |
| Nosowe       | m          |                 | n                   |           |         |
| Wybuchowe    | p b        |                 | t d                 |           | k g     |
| Trące        |            | f               | s                   | ʃ         |         |
| Drżące       |            |                 | r                   |           |         |
| Aproksymanty |            | l               |                     | j         |         |

|             | Przednie | Środkowe | Tylne |
| ----------- | -------- | -------- | ----- |
| Przymknięte | i        |          | u     |
| Średnie     | e        | ə        | o     |
| Otwarte     |          | a        | a     |

### Słownictwo

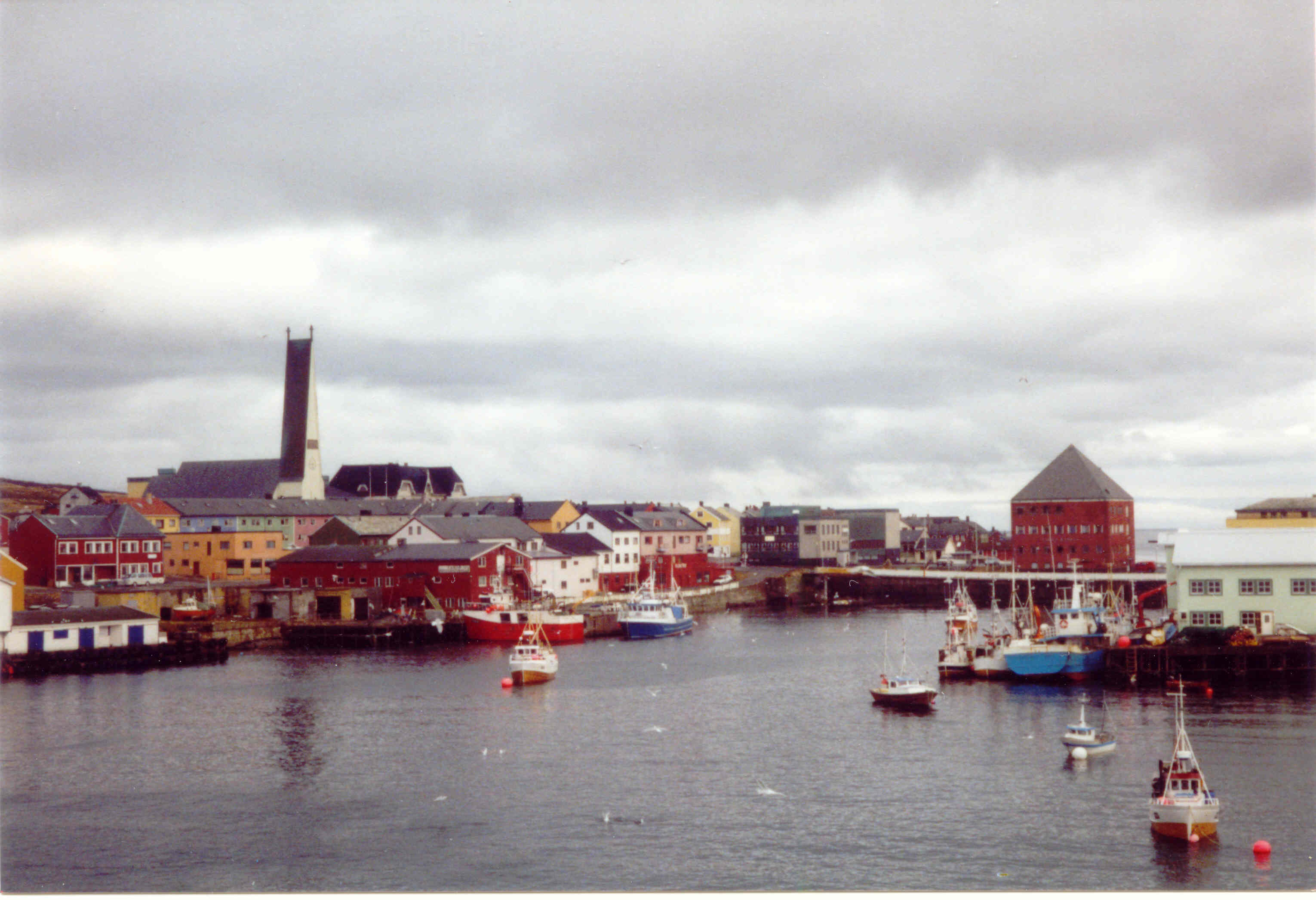
Vardø – nieoficjalna stolica handlu norwesko-rosyjskiego

Materiał badawczy składa się zarówno z zapisu pojedynczych słów, zdań, jak również całych dialogów zebranych przez badacza kultury lapońskiej z Tromsø, Knuta Justa Qvisgtada. Materiał badawczy składał się z ok. 400 słów, z czego połowa była użyta tylko raz; oznacza to, że rdzeń słownictwa języka stanowiło 150–200 słów. Przyjmuje się, że 40% słów pochodziło z języka rosyjskiego, 50% – z norweskiego, inne źródła podają 39% z rosyjskiego, 47% z norweskiego.
Słownictwo języka zbudowane jest głównie ze słów rosyjskich i norweskich, niemniej jednak pojedyncze leksemy zaczerpnięte są z innych języków: niemieckiego, niderlandzkiego, francuskiego, lapońskiego, angielskiego, szwedzkiego. Słowo skaffom (jeść) wywodzi się z międzynarodowego żargonu marynarskiego.
Russenorsk zawiera wiele słów będących dublami leksykalnymi, czyli semantycznie tożsamymi, jednak pochodzącymi z obu języków odpowiednio, np. balduska, kvejta – halibut, musik, man – mężczyzna, eta, den – to. Tę właściwość tłumaczy się rywalizacją słów używanych przez przedstawicieli tych samych warstw społecznych. Inną cechą języka jest istnienie słów o podwójnej etymologii, często międzynarodowej, np. nor. vin, ros. вино. Niektóre wyrazy mają niejasną etymologię, np. słowo tovara lub vara może pochodzić z rosyjskiego, szwedzkiego lub fińskiego.

### Gramatyka
Jedną z cech odróżniających pidżyn od żargonu jest wykształcenie się i ewolucja własnych form gramatycznych. Zjawisko to występuje w russenorsk. Gramatyka języka zmienia się w czasie, niemniej wykazuje pewne stałe i logiczne tendencje; występuje przewaga elementów gramatyki norweskiej, przez co Kortland twierdzi, że russenorsk jest wariantem norweskiego z domieszką łamanego rosyjskiego i elementów ojczystego języka użytkownika, a nie językiem mieszanym.
- Użycie moja i tvoja jako zaimków osobowych 1. i 2. os. liczby pojedynczej w mianowniku i przypadkach zależnych, zwłaszcza w funkcji dopełnienia: kak tvoja njet kopom – prosjai (jak nie kupujesz to do widzenia)[13]. Czasowniki ligge / liggom (leżeć) i stannom są znacznikami zdania egzystencjalnego.
- Nie ma jasnych markerów kategorii gramatycznych czasownika: czasów, stron, trybów. Głównym znacznikiem czasownika jest końcówka -om, np. kapitan på kajuta slipom[13].
- Nie występuje znacznik form rzeczownika, końcówka w mianowniku jak i przypadkach zależnych to -a.
- Użycie przyimka på/po jako ogólnego znacznika relacji przyporządkowania (casus obliqui)[13]. Jest to jedyny przyimek funkcjonujący w języku i pełni funkcję przyimka czasu, miejsca i posiadania (patrz tabela).
- Spójnikami są ja, i oraz jes, łączące zarówno zdania współrzędnie jak i podrzędnie złożone. Wyrazem pytającym ogólnego użycia jest kak.
- Głównym szykiem zdań w russenorsk jest SVO z pewnymi odstępstwami w szyku pytającym i przy użyciu przysłówka. Zdania budowane są przez złożenie i zestawienie poszczególnych wyrazów, brak wyraźnie wykrystalizowanych stosunków zależnych. Największą różnorodność składniową notuje się w zdaniach pytających.

| Funkcja     | Zdanie                                     | Znaczenie                                   |
| ----------- | ------------------------------------------ | ------------------------------------------- |
| Miejsce     | mala penge på lamma                        | mało pieniędzy w kieszeni                   |
| Dzierżawczy | klokka på ju                               | twój zegarek                                |
| Czas        | på morradag                                | jutro                                       |
|             | på gammel ras                              | w zeszłym roku                              |
| Kierunek    | på Arkangel reisom                         | jechać do Archangielska                     |
|             | nogoli dag tvoja reisa på Arkangel otsuda? | ile dni podróżowałeś stąd do Archangielska? |

### Morfologia
Russenorsk nie wykształcił wielu form morfologicznych, niemniej jednak kilka jest dla niego charakterystycznych i używanych w określonych kontekstach. Znacznik -om nie pochodzi ani z języka norweskiego, ani rosyjskiego, pojawia się natomiast w innych pidżynach, np. rosyjsko-angielskim czy też mówionym w Archangielsku Solombala English. Innym sufiksem powszechnie używanym w russenorsk a znanym z języka norweskiego jest -mann, oznaczający narodowość, np. russmann (Rosjanin), burmann (Norweg), bądź też zawód, np. kukmann (kupiec). Znacznik -a występował wcześniej w siedemnastowiecznym pidżynie islandzko-baskijskim, jednak związek tego języka z russenorsk jest mało prawdopodobny i kontestowany. Z innych zjawisk morfologicznych występuje reduplikacja: morra-morradag (pojutrze) oraz złożenia: kua+sjorta → kuasjorta (obora dla krów).

### Składnia
Składnię russenorsk cechują dwie charakterystyczne cechy. Pierwszą z nich jest tendencja do przesuwania czasownika na ostatnie miejsce, gdy zdanie zawiera przysłówek. Cecha ta jest rzadka w rosyjskim a niemożliwa w norweskim.
Zdania bez przysłówków: Tvoja kopom oreka? (Czy ty kupujesz orzechy?), Moja kopom fiska (Ja kupuję rybę). Zdania te budowane są w szyku SVO.
Zdania z przysłówkami: Moja tri vekkel stannom (byłem trzy tygodnie), moja tvoja på vater kastom (wrzucę cię do wody), davaj po moja skip kjai drinkom (proszę przyjdź na mój statek na herbatę).
Drugą zasadą jest występowanie partykuły przeczącej (ikke lub njet) wyłącznie na drugim miejscu w zdaniu: eta njet dobra (to niedobrze), på den dag ikke russefolk robotom (w ten dzień Rosjanie nie pracują). Jednak od obu reguł istnieją wyjątki, zatem nie są to ścisłe zasady, a tendencje panujące w języku.

## Oddziaływanie językowe

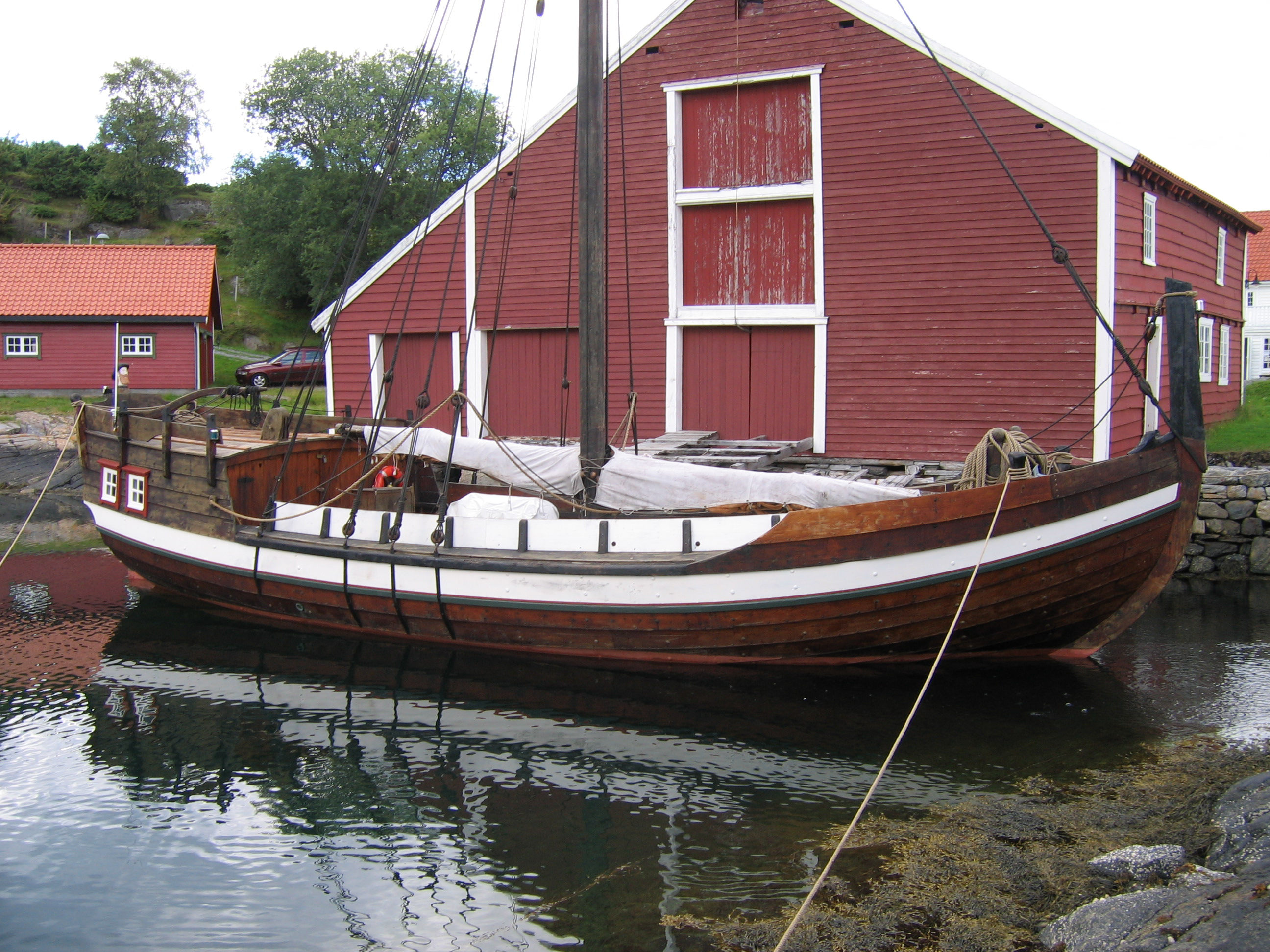
Jekt. Łódź używana w XIX w. do handlu w północnej Norwegii

Języki rosyjski i norweski nie oddziaływały na siebie w jednakowym stopniu. W russenorsk występuje asymetria w użyciu elementów norweskich i rosyjskich, nie występują elementy rosyjskiej gramatyki. Pewien wpływ na pidżyn miał język lapoński, często używany przez rybaków z północnej Norwegii. Jednym z zapożyczeń jest ja.
Istnieje kilka wyrazów, które przeniknęły z russenorsk do dialektu Vardø, np. kralle (rn. krallom, ros. красть pol. kraść), klæba (rn. klæba, ros. хлеб, pol. chleb).
Brak świadomości językowej wśród użytkowników pidżynu spowodował, że Rosjanie byli przekonani, że mówią po norwesku, a Norwegowie – po rosyjsku. Z tą tezą polemizuje F. Kortlandt, twierdząc, że użytkownicy pidżynu mówili raczej tak „jak mówią cudzoziemcy” niż „językiem drugiego człowieka”.

## Przykłady
- Moja på tvoja – (Ja) mówię po twojemu (w twoim języku).
- Kak sprek? Moje niet forsto – Co mówisz? Nie rozumiem.
- Davai fir – Nietsjevo verrigod. – Niech będzie cztery. W porządku, dobrze.
- å råbbåte – pracować
- klæba – chleb

## Porównanie językowe
Poniższe zdania zostały podane kolejno: w russenorsk, w rozbiorze gramatycznym zdania (polski), po norwesku w wersji bokmål, rosyjsku i polsku.
| Russenorsk                | Rozbiór                                                  | Norweski                    | Rosyjski                   | Polski                        |
| ------------------------- | -------------------------------------------------------- | --------------------------- | -------------------------- | ----------------------------- |
| kak sprek?                | jak / mowa                                               | hva sier du?                | что говоришь?              | co mówisz?                    |
| tvoja kupom planka?       | ty / kupić / deski                                       | du kjøper planker?          | купишь ли ты доски?        | kupisz deski?                 |
| moja kupom fiska          | ja / kupić / ryba                                        | jeg kjøper fisk             | я покупаю рыбу             | kupuję ryby                   |
| kak pris?                 | jak / cena                                               | hva er prisen?              | сколько стоит?             | ile kosztuje?                 |
| tvoja ligom               | ty / kłamać                                              | du lyver                    | ты врёшь                   | kłamiesz                      |
| moja på vatter kastom     | ja / na / woda / rzucać                                  | jeg vil kaste deg på sjøen  | брошу тебя в воду          | wrzucę cię do wody            |
| norsk man kom på rusk man | norweski / człowiek / przyjść / na / rosyjski / człowiek | nordmannen kom til russeren | норвежец пришёл к русскому | Norweg przyszedł do Rosjanina |